# Lars Bjønness
Lars Bjønness (ur. 27 lipca 1963 w Oslo) – norweski wioślarz. Dwukrotny medalista olimpijski.
Brał udział w trzech igrzyskach (IO 84, IO 88, IO 92), na dwóch zdobywał srebrne medale. W 1988 zajął drugie miejsce w czwórce podwójnej. Osadę tworzyli także Alf Hansen, Vetle Vinje i Rolf Thorsen. Cztery lata później Norwegowie ponownie byli drudzy, a wspólnie z Bjønnessem płynęli Kjetil Undset, Thorsen i Per Sætersdal. Na mistrzostwach świata zdobył cztery medale. Trzy wywalczył w dwójce podwójnej: złoto w 1989 i 1994 oraz srebro w 1993. W czwórce podwójnej był drugi w 1987.